# Deidesheim
Deidesheim est une ville allemande de l'arrondissement de Bad Dürkheim, située dans le land de Rhénanie-Palatinat. Elle compte environ quatre mille habitants.
Se trouvant à environ vingt kilomètres au sud-ouest de Ludwigshafen, la petite ville est traversée par la route allemande du vin (die Deutsche Weinstraße), entre Neustadt an der Weinstraße et Bad Dürkheim.
Elle fait partie du réseau international des villes du bien vivre : Cittaslow.

## Histoire
La ville se développe autour du château (das fürstbischöfliche Deidesheimer Schloss) dont on estime l'origine au XIIIe siècle.
La plus ancienne mention connue de la ville, qu'on trouve dans les archives monastiques de Wissembourg, date de l'an 699. À cette époque-là, le site de Deidesheim était probablement deux kilomètres plus à l’est, dans la position actuelle de Niederkirchen.

## Personnalités liées à la ville
- Carl Heinrich Schultz Bipontinus (1805-1867), botaniste mort à Deidesheim.

## À découvrir
- Deutsche Weinstraße

## Jumelages

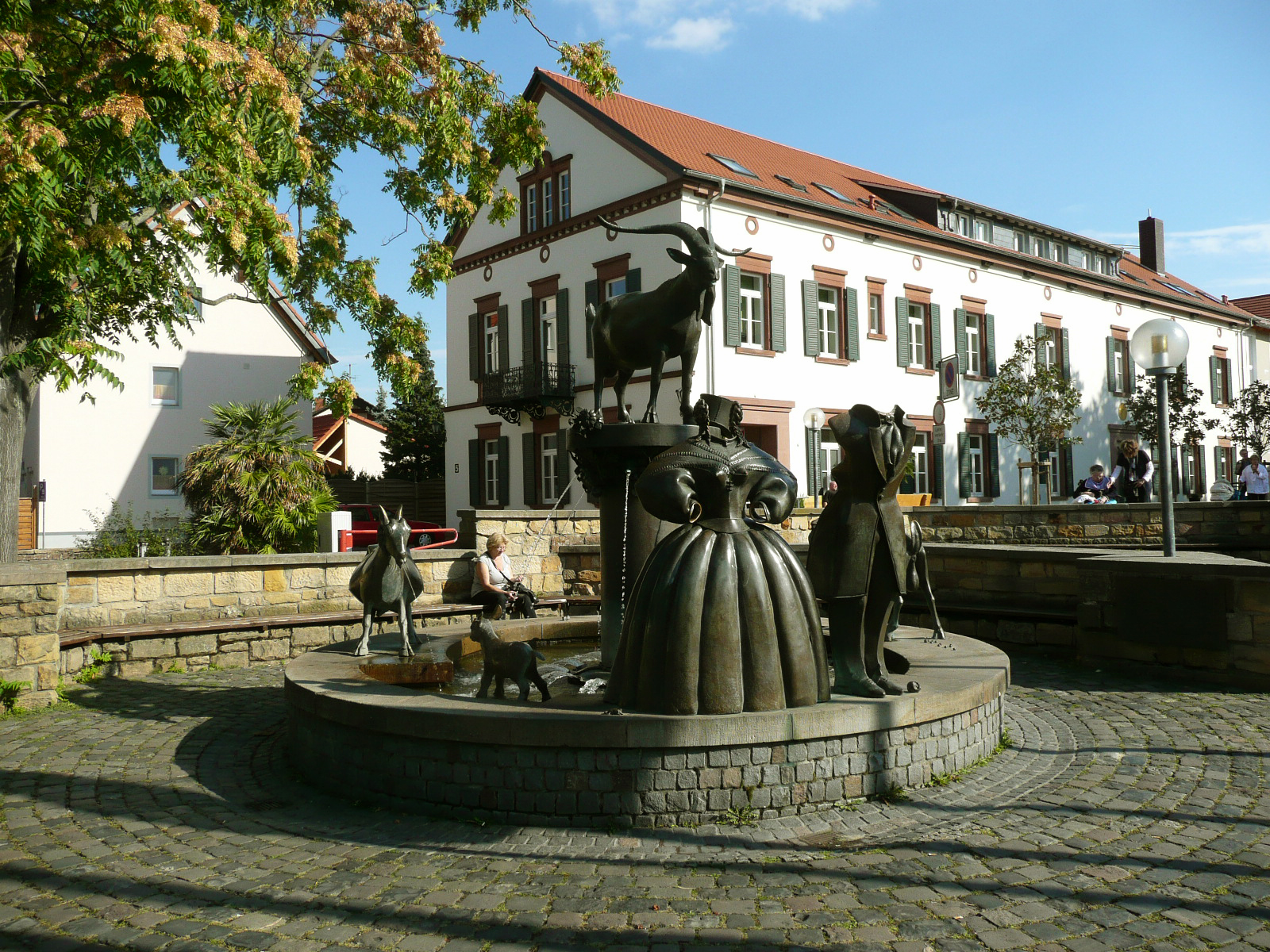
La fontaine au bouc, rappelant une fête annuelle

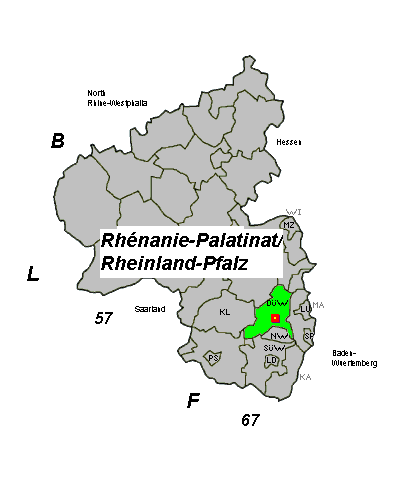
La ville se trouve dans l'arrondissement de Bad Dürkheim (DÜW)

- Saint-Jean-de-Boiseau (France)
- Buochs (Suisse)
- Bad Klosterlausnitz (Allemagne)
- Tihany (Hongrie)